# Majak Bjoesse
Majak Bjoesse (Russisch: Маяк Бюссе; "vuurtoren Bjoesse") of Majak Boesse (Маяк Буссе) is een vuurtoren en plaats in de gorodskoje poselenieje van Slavjanka binnen het district Chasanski in het uiterste zuidwesten van de Russische kraj Primorje. De plaats telt 7 inwoners (1 januari 2005) en vormt daarmee een van kleinste nederzettingen van het district.

## Geografie
De nederzetting ligt aan het einde van het gelijknamige schiereiland Brjoesa, bij Kaap Brjoesa. Het gehucht is via een weg van 6 kilometer lang verbonden met het districtcentrum Slavjanka.

## Geschiedenis
De plaats werd gesticht in 1895. De vuurtoren werd gebouwd tussen 1907 en 1913.

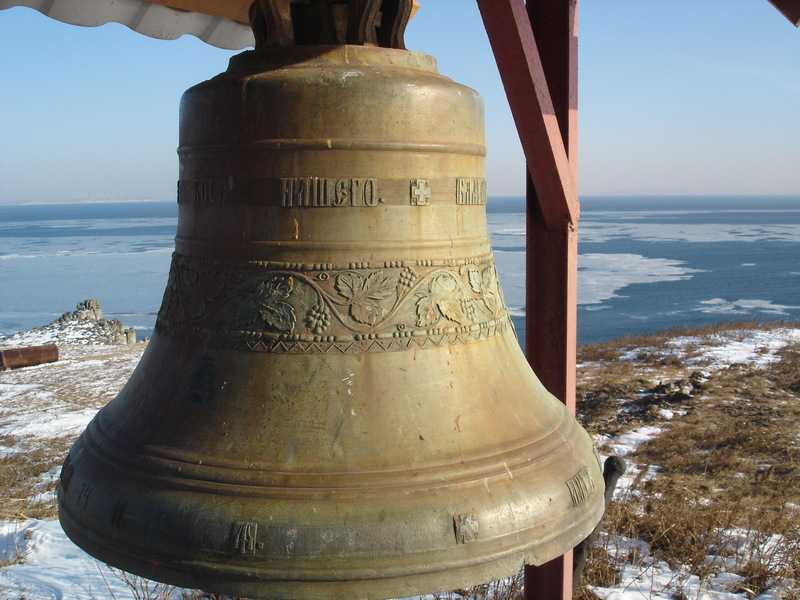
Klok van de vuurtoren uit 1890

Bestuurlijk centrum: Slavjanka

Andrejevka · Bamboerovo · Barabasj · Barsovy · Baza Kroeglaja · Bezverchovo · Chasan · Filippovka · Gvozdevo · Kamysjovoje · Kedrovaja · Kraskino · Kravtsovka · Lebedinoje · Majak Bjoesse · Majak Gamova · Narva · Ovtsjinnikovo · Perevoznoje · Pojma · Posjet · Pozjarski · Primorski · Provalovo · Risovaja Pad · Rjazanovka · Romasjka · Sjachtjorskoje · Soechaja Retsjka · Soechanovka · Tsoekanovo · Vitjaz · Zajsanovka · Zanadvorovka · Zaroebino